# Godzilla contro King Ghidorah
Godzilla contro King Ghidorah (ゴジラVSキングギドラ?, Gojira tai Kingu Gidora) è un film di fantascienza del 1991 diretto da Kazuki Ōmori.
Si tratta del diciottesimo film dedicato al mostro atomico Godzilla, nonché sequel di Godzilla contro Biollante. La trama narra lo scontro tra Godzilla e il suo più acerrimo nemico, King Ghidorah, esplorando anche le origini di entrambi i mostri.
Il film fu distribuito negli Stati Uniti nel 1998, mentre in Italia rimase inedito fino alla pubblicazione in videocassetta da parte della Yamato Video.
Sebbene gran parte dei produttori fossero gli stessi di Godzilla contro Biollante, il fallimento finanziario di quest'ultimo, dovuto a una carenza di spettatori giovani e alla concorrenza di Ritorno al futuro - Parte II, portò i produttori a realizzare un film più fantasioso, caratterizzato dalla presenza del viaggio nel tempo.
Questo film rappresenta il ritorno di Akira Ifukube come compositore della colonna sonora dopo il suo ritiro dalla serie a seguito di Distruggete Kong! La Terra è in pericolo!. Nonostante il maggiore successo rispetto al suo predecessore, il film suscitò controversie negli Stati Uniti a causa di una scena in cui Godzilla elimina un gruppo di soldati statunitensi.

## Trama
La narrazione si apre nell'anno 2204: nel mare di Ochotsk, un futuristico sottomarino si avvicina al corpo sommerso di un gigantesco dragone a tre teste, di cui una risulta però mancante.
Improvvisamente, si torna all'anno 1992, in cui un velivolo simile a un disco volante sorvola la città di Tokyo. Il fenomeno viene osservato da migliaia di persone, tra cui la medium Miki Saegusa, già apparsa nel film precedente. Il giorno dopo, lo scrittore Kenichiro Terasawa e l'editore Chiaki Morimura intervistano un soldato reduce della Campagna delle isole Gilbert e Marshall, il quale afferma di aver visto un dinosauro ancora vivo sull'isola di Ragos, nel Pacifico.
Nel frattempo, il governo indaga sull'apparizione dell'UFO con l'aiuto di Miki, che identifica il luogo di atterraggio poco lontano dalla periferia di Tokyo. Kenichiro riesce a ottenere dal paleontologo Shindo, anch'esso reduce della Seconda guerra mondiale, le fotografie del dinosauro: data la sua somiglianza con Godzilla (eccetto naturalmente le dimensioni), Terasawa ipotizza che si tratti dello stesso Godzilla, prima che venisse mutato dalle radiazioni nucleari della bomba H.
L'esercito si mobilita per circondare quello che sembra essere un UFO (in realtà una macchina del tempo), da cui scendono tre persone: la giovane Emi Kano, giapponese, e i due americani Wilson e Grenchiko. Questi rivelano al governo giapponese che nel XXI secolo Godzilla distruggerà la nazione e propongono di tornare indietro nel tempo per impedire che il dinosauro venga mutato dalle radiazioni. 
Vengono così contattati Kenichiro, che trova conferma alla sua teoria, e Miki Saegusa. Saliti a bordo di una delle macchine del tempo contenute in quella più grande, insieme a Morimura, Miki e Kenichiro fanno conoscenza con il robot M-11 e con i tre piccoli e graziosi draghetti alati chiamati Dorats.
La macchina del tempo vola indietro fino al 1944, dove vengono quasi abbattuti da una nave americana. Atterrati su Ragos, i protagonisti assistono a uno scontro a fuoco tra americani e giapponesi, interrotto dall'apparizione di Godzilla, che sbaraglia le truppe statunitensi, salvando di fatto quelle nipponiche, decisamente inferiori in numero e mezzi a disposizione.
Le forze statunitensi ricorrono all'impiego dei cannoni della nave per ferire gravemente il dinosauro, che cade esanime al suolo. I soldati giapponesi, guidati con sorpresa da Terasawa da un giovane Shindo, rendono onori al loro inatteso "alleato" prima di allontanarsi. Utilizzando un programma di teletrasporto, il dinosauro viene trasferito e ibernato nel mare di Bering.
A missione compiuta, Emi lascia andare i tre Dorats e attiva la macchina del tempo, tornando nel 1992. Qui, i protagonisti scoprono che i raid di Godzilla nel 1954, nel 1984 e nel 1989 sono comunque avvenuti; semplicemente, Godzilla è apparentemente scomparso. Solo a questo punto appare, come annunciato da Wilson, King Ghidorah, un gigantesco drago dorato a tre teste capace di sparare fulmini gravitronici dalla bocca. 
Si rivela che dietro al mostro ci sono in realtà i tre graziosi Dorats, mutati dalle radiazioni al posto del Godzillasauro che era stato eliminato. Emi, di fronte alla devastazione di Fukuoka, rivela in segreto a Terasawa che nel ventitreesimo secolo il Giappone è diventato la più grande potenza mondiale: l'unica alternativa era quella di devastare il paese con un potente mostro per annullare un possibile ostacolo.
Il governo giapponese decide di ricreare Godzilla lanciandogli una testata nucleare da un sottomarino. Mentre Emi fugge in auto con Terasawa per evitare la rappresaglia dei compagni della crononauta, appare il robot M-11, che rapisce Emi e la riporta a Grenchiko e Wilson. Dopo una discussione con i compagni, Emi decide di riprogrammare l'androide a suo favore.
Intanto, il sottomarino inviato dal Giappone si avvicina al luogo dove era stato lasciato Godzilla in ibernazione. Si scopre così che il Godzilla che devastò Tokyo nel 1954 e quello che attaccò il Giappone nel 1984 e nel 1989 erano due Godzillasauri diversi: il primo fu creato dai test atomici di Bikini e venne distrutto dal Distruttore d'Ossigeno, mentre il secondo era stato mutato da scorie radioattive rilasciate nello stretto di Bering. Di conseguenza, i viaggiatori del tempo hanno causato loro stessi gli eventi che avevano tentato di prevenire. Godzilla distrugge il sommergibile e assorbe le radiazioni del reattore, aumentando la sua altezza da 80 metri a 100.
Godzilla riemerge e, come previsto da Miki, torna in Giappone, dove affronta Ghidorah, che ha già facilmente respinto gli attacchi dell'esercito. Nel frattempo, gli umani attaccano la macchina del tempo madre, mettendo in guardia Grenchiko e Wilson, che programmano un salto nel futuro. Emi, con l'aiuto di M-11, riesce a recuperare la macchina più piccola dotata del dispositivo di teletrasporto. 
Godzilla colpisce Ghidorah decapitandogli la testa centrale con il suo raggio radioattivo. Ghidorah tenta di fuggire alzandosi in volo, ma Godzilla lo colpisce anche a una delle ali, facendolo precipitare in mare. Emi attiva il teletrasporto e la macchina madre viene teletrasportata accanto a Godzilla, che la distrugge, uccidendo Grenchiko e Wilson. Eliminati i nemici, Godzilla attacca Sapporo, distruggendone gran parte.
Emi torna nel 2204 e rivive la scena di apertura del film.
Il governo del futuro decide di trasformare il corpo del mostro in un cyborg, Mecha-King Ghidorah, pilotato da Emi e da M-11, ora diventato un semplice computer senziente a causa dei danni subiti. Godzilla, tornato a Tokyo, si ritrova davanti al palazzo dove risiede Shindo. I due si scambiano uno sguardo lungo e solenne, al termine del quale il Re dei Mostri uccide Shindo con il suo respiro atomico.
Non è chiara la dinamica della scena, ma è presumibile che i due si siano riconosciuti e che Shindo volesse essere liberato dai sensi di colpa per aver abbandonato il dinosauro in fin di vita nel 1944, dopo che quest'ultimo aveva salvato lui e le sue truppe.
Anche Morimura trova la morte per mano di Godzilla e a questo punto entra in scena il Cyborg, che combatte il nemico senza esclusione di colpi.
Alla fine, Emi riesce a bloccare Godzilla con un braccio meccanico elettrificato e si alza in volo per gettarlo nel mare del Giappone. Tuttavia, Godzilla colpisce una delle ali di Mecha-King Ghidorah, facendo precipitare entrambi in acqua. Dopo un momento di suspense, dall'acqua emerge la macchina del tempo pilotata da Emi, che rivela a Kenichiro di essere una sua discendente.

## Produzione

### Concepimento
Sebbene Godzilla contro Biollante fosse stato il film di Godzilla più costoso all'epoca, lo scarso interesse pubblico e la perdita di reddito convinsero il produttore Tomoyuki Tanaka a rinvigorire la serie reintroducendo mostri iconici dei film girati prima del 1984, in particolare King Ghidorah, l'arcinemico di Godzilla.
Kazuki Ōmori, il regista di Godzilla contro Biollante, inizialmente intendeva avviare una serie di film riguardanti Mothra e stava per riscrivere un copione del 1980 intitolato Mothra contro Bagan. Tuttavia, il progetto fu scartato da Toho poiché Mothra era relativamente sconosciuta all'estero, mentre Godzilla era considerato più commerciabile.La progettazione del sequel di Godzilla contro Biollante fu ostacolata dalla salute precaria di Tanaka, costringendo Toho ad assumere Shogo Tomiyama come produttore. 
Il nuovo produttore riteneva che lo scarso successo del film precedente fosse dovuto alla sua trama troppo complicata per il pubblico giovane; perciò decise di reintrodurre nella serie elementi fantasiosi tipici dei film realizzati prima di Il ritorno di Godzilla. Ōmori stesso credeva che il fallimento di Godzilla contro Biollante fosse attribuibile alla concorrenza di Ritorno al futuro - Parte II e concluse che il pubblico desiderasse trame riguardanti viaggi nel tempo.
Il suo approccio cambiò ulteriormente, aggiungendo maggiore enfasi allo sviluppo delle personalità dei mostri. Dopo insistenti richieste da parte di sua figlia, Akira Ifukube accettò l'incarico di comporre la colonna sonora del film, poiché era insoddisfatto del modo in cui le sue composizioni erano state trattate in Godzilla contro Biollante.

### Effetti speciali
I costumi di Godzilla utilizzati in ''Godzilla contro Biollante'' furono riutilizzati in ''Godzilla contro King Ghidorah'', sebbene con alcune modifiche. La testa del costume originale, impiegato per le scene su terraferma, fu allargata e appiattita, mentre il corpo fu tagliato in due. La parte anteriore del costume venne utilizzata nelle scene in cui Godzilla emerge dal mare e durante le riprese ravvicinate nel primo scontro con King Ghidorah. 
Il costume utilizzato nel film precedente per le scene marine subì modifiche, presentando spalle più arrotondate, un torace più massiccio e una faccia ristrutturata. Questo costume fu impiegato per la maggior parte delle riprese.
Il nuovo King Ghidorah fu dotato di un'articolazione più avanzata grazie a un maggior numero di fili rispetto ai suoi predecessori. L'artista Koichi Kawakita progettò il "Godzillasauro" come un dinosauro paleontologicamente più accurato rispetto a Godzilla stesso, in omaggio ai registi statunitensi che cercavano di rendere Godzilla più realistico.
L'abbozzo originale di Ōmori specificava che il dinosauro che si sarebbe trasformato in Godzilla fosse un Tyrannosaurus rex, ma l'idea fu respinta dallo scultore Shinji Nishikawa, che affermò di non poter accettare che Godzilla originasse da una tale specie. Il costume finale combinava tratti di Godzilla e un Tyrannosaurus, e il suo sangue fu simulato con sangue di polpo. Poiché le braccia del Godzillasauro erano più piccole rispetto a quelle di Godzilla, lo stuntman Wataru Fukuda dovette manovrarle tramite delle levette all'interno del costume.
Le urla di dolore del Godzillasauro erano semplicemente i ruggiti di Gamera riciclati.

## Controversie
Il film fu criticato per il suo presunto antiamericanismo, poiché fu distribuito durante un periodo di tensione economica tra gli Stati Uniti e il Giappone, ma soprattutto per la sua rappresentazione del Teatro dell'Oceano Pacifico della seconda guerra mondiale.
Gerald Glaubitz del Pearl Harbor Survivors Association apparve accanto al regista Kazuki Ōmori nella trasmissione Entertainment Tonight, esprimendo la sua critica nei confronti del film per il suo "cattivo gusto", dichiarandolo nocivo per le relazioni tra i due paesi. Ōmori negò l'accusa, sottolineando che gli attori americani nel film erano "felici di essere schiacciati e appiattiti da Godzilla."
Ishirō Honda si unì alle critiche, affermando che la scena in questione fosse troppo estrema.